# Шамлуг
Шамлу́г (вірм. Շամլուղ) — місто на півночі Вірменії в марзі (області) Лорі.

## Географія
Розташований на лівому березі річки Ахтала, лівої притоки річки Дебед, на Сомхетському хребті. На відстані 203 км від Єревана, 24 км від міста Алаверді і 8 км від залізничної станції Ахтала.

## Економіка
Шамлуг виникнув як промислове селище, наразі він і сьогодні відіграє помітну роль в гірничо-металургійному комплексі Вірменії. У 1996 році Шамлугу присвоєно статус міста. В наш час[коли?] упорядковуються дороги, що зв'язують Шамлуг з трасами республіканського значення. Життєдіяльність Шамлуга значною мірою зумовлена нормальним функціонуванням Ахтальського гірничо-збагачувального комбінату. Важливу роль тут відіграють рудники зі своїм допоміжним господарством та інфраструктурою. Провідним фактором, що обумовлює позитивні зрушення, вважається діяльність компанії «Metal Prince», завдяки зусиллям якої виявилися відроджені містоутворюючі підприємства Ахтальський ГЗК, Ахтальська і Шамлузька копальні. Шамлуг, як промислова громада не має у своєму розпорядженні земельних угідь. У радянські часи ці землі були передані навколишніми селами — з мотивуванням «з метою підвищення удойності великої рогатої худоби». І землі, прилеглі безпосередньо до Шамлугу, загальною площею близько 300 га, до останнього часу входили до складу сільських громад Аревацага, Акнера, Чочкана. Сьогодні тут намітилося позитивне зрушення: уряд нещодавно прийняв постанову про те, що території, що безпосередньо прилягають до якої-небудь громади, повинні бути включені в адміністративні межі даної громади. Відносно Шамлуга цей крок обіцяє непогані перспективи в тваринницькому аспекті, оскільки місцеві природно-кліматичні умови дуже цьому сприяють, і багато жителів готові зайнятися тваринництвом. Поряд з цим, традиційно різноманітні і рясні дари тутешніх лісів — гриби, яблука, груші, малина, шипшина, ожина та інші.